# Уест Окак

Остров Уест Окак (на английски: West Okak Island) е 7-ият по големина остров в провинция Нюфаундленд и Лабрадор. Площта му е 179 км2, която му отрежда 114-о място сред островите на Канада. Необитаем.
Островът се намира на 2,3 км от източния бряг на полуостров Лабрадор, в залива Окак. Остров Уест Окак, заедно с островите Ист Окак, Кофин, Кикектак и други по-малки образува групата о-ви Окак. От бреговете на п-ов Лабрадор го отделят два протока (ръкава) северен и югозападен, които са части от залива Окак. На югоизток зад протока Мурс (ширина в най-тясната си част само 160 м) се намира остров Ист Окак, а на изток е остров Кофин. Уест Окак има почти овална форма, като диаметърът му е 16 км.
Бреговата линия с дължина 71 км е слабо разчленена, като на северното крайбрежие в сушата се вдава залива Окак Харбър, а на югозападното – залива Тесиуджарсук.
Релефът е хълмист и нископланински с маскимална височина от 516 м в централната част на острова. Има няколко езера, най-голямо от които е езерото Брансънс в най-западната част. Тундрова растителност. На западния бряг на залива Окак Харбър е съществувало миньорско селище Окак, което е изоставено след закриването на мината.
Източното крайбрежие на острова най-вероятно е открито от португалския мореплавател Гашпар Кортереал (1450-1501) през 1500-1501 г., а островното му положение е доказано чак през XIX в. след извършване на детайлни топографски картирания по цялото източно крайбрежие на п-ов Лабрадор.